# Prima Categoria Lombardia 1960-1961
Il campionato di calcio di Prima Categoria 1960-1961 è stato il V livello del campionato italiano. A carattere regionale, fu il secondo campionato dilettantistico con questo nome dopo la riforma voluta da Zauli del 1958.
Questi sono i gironi organizzati dal Comitato Regionale Lombardo a cui era demandata l'organizzazione dei campionati delle squadre della provincia di Piacenza mentre la provincia di Mantova era di competenza dell'Emilia-Romagna.

## Girone A

### Squadre partecipanti
| Squadra                 | Città (provincia)         | Stagione precedente |
| ----------------------- | ------------------------- | ------------------- |
| A.C. Angelo Antonini    | Sarezzo (BS)              |                     |
| S.S. Aurora Travagliato | Travagliato (BS)          |                     |
| U.S. Bagnolese          | Bagnolo Mella (BS)        |                     |
| A.C. Beretta            | Gardone Val Trompia (BS)  |                     |
| U.S. Breno              | Breno (BS)                |                     |
| F.B.C. Chiari           | Chiari (BS)               |                     |
| G.S. Clarense           | Chiari (BS)               |                     |
| Pol. Darfense           | Darfo Boario Terme (BS)   |                     |
| U.S. Desenzano          | Desenzano del Garda (BS)  |                     |
| D.A. Eredi Gnutti       | Lumezzane (BS)            |                     |
| C.S. Falco              | Albino (BG)               |                     |
| C.R.A.L. Ilva Lovere    | Lovere (BG)               |                     |
| A.S. Orceana            | Orzinuovi (BS)            |                     |
| U.S. Pro Palazzolo      | Palazzolo sull'Oglio (BS) |                     |
| A.C. Toscolano Maderno  | Toscolano Maderno (BS)    |                     |
| U.S. Villanovese        | Villanuova sul Clisi (BS) |                     |

### Classifica finale
|  | Pos. | Squadra            | Pt | G  | V  | N  | P  | GF | GS | DR  |
|  | ---- | ------------------ | -- | -- | -- | -- | -- | -- | -- | --- |
|  | 1.   | Aurora Travagliato | 43 | 30 | 18 | 7  | 5  | 65 | 28 | +37 |
|  | 2.   | Ilva Lovere        | 42 | 30 | 18 | 6  | 6  | 57 | 25 | +32 |
|  | 3.   | Bagnolese          | 39 | 30 | 18 | 3  | 9  | 61 | 38 | +23 |
|  | 4.   | Toscolano Maderno  | 38 | 30 | 15 | 8  | 7  | 47 | 37 | +10 |
|  | 5.   | Beretta Gardone    | 37 | 30 | 14 | 9  | 7  | 46 | 24 | +22 |
|  | 5.   | Chiari             | 37 | 30 | 14 | 9  | 7  | 50 | 46 | +4  |
|  | 7.   | Pro Palazzolo      | 32 | 30 | 11 | 10 | 9  | 57 | 57 | 0   |
|  | 8.   | Darfense           | 31 | 30 | 13 | 5  | 12 | 54 | 48 | +6  |
|  | 9.   | Orceana            | 30 | 30 | 11 | 8  | 11 | 41 | 33 | +8  |
|  | 10.  | Desenzano          | 29 | 30 | 9  | 11 | 10 | 32 | 37 | -5  |
|  | 11.  | Angelo Antonini    | 28 | 30 | 11 | 6  | 13 | 35 | 43 | -8  |
|  | 12.  | Eredi Gnutti       | 25 | 30 | 9  | 7  | 14 | 42 | 60 | -18 |
|  | 13.  | Clarense           | 21 | 30 | 8  | 5  | 17 | 42 | 56 | -14 |
|  | 14.  | Falco              | 18 | 30 | 7  | 4  | 19 | 28 | 67 | -39 |
|  | 15.  | Villanovese        | 17 | 30 | 4  | 9  | 17 | 41 | 76 | -35 |
|  | 16.  | Breno              | 13 | 30 | 3  | 7  | 20 | 25 | 65 | -40 |

Legenda:
      Ammesso alle finali nazionali.
      Retrocesso in Seconda Categoria.
Regolamento:
Due punti a vittoria, uno a pareggio, zero a sconfitta.

### Spareggio per l'ammissione al "Settore A"
|         | Risultato |        | Luogo e data              |
| ------- | --------- | ------ | ------------------------- |
| Beretta | 2 - 0     | Chiari | Brescia il 1º giugno 1961 |
|         |           |        |                           |

## Girone B

### Squadre partecipanti
| Squadra                | Città (provincia)     | Stagione precedente |
| ---------------------- | --------------------- | ------------------- |
| U.S. Aurora Desio 1922 | Desio (MI)            |                     |
| A.S.C.O. Cabiate       | Cabiate (CO)          |                     |
| U.S. Caratese          | Carate Brianza (MI)   |                     |
| U.S. Casatese          | Casatenovo (CO)       |                     |
| A.C. Cedil Lurago      | Lurago Marinone (CO)  |                     |
| U.S. Chiavennese       | Chiavenna (SO)        |                     |
| Pol. Erbese            | Erba (CO)             |                     |
| S.S. Luciano Manara    | Barzanò (CO)          |                     |
| A.C. Meda 1913         | Meda (MI)             |                     |
| G.S. Mobilieri Bovisio | Bovisio Masciago (MI) |                     |
| U.S. Morbegnese        | Morbegno (SO)         |                     |
| S.S. Pro Lissone       | Lissone (MI)          |                     |
| S.C. Rilsan Snia       | Cesano Maderno (MI)   |                     |
| A.S. Seveso            | Seveso (MI)           |                     |
| U.S. Tiranese          | Tirano (SO)           |                     |
| A.S. Vis Nova          | Giussano (MI)         |                     |

### Classifica finale
|  | Pos. | Squadra           | Pt | G  | V  | N  | P  | GF | GS | DR  |
|  | ---- | ----------------- | -- | -- | -- | -- | -- | -- | -- | --- |
|  | 1.   | Vis Nova          | 44 | 30 | 16 | 12 | 2  | 61 | 25 | +36 |
|  | 2.   | Caratese          | 42 | 30 | 18 | 6  | 6  | 74 | 27 | +47 |
|  | 2.   | Aurora Desio      | 42 | 30 | 17 | 8  | 5  | 60 | 23 | +37 |
|  | 4.   | Meda              | 37 | 30 | 13 | 11 | 6  | 57 | 27 | +30 |
|  | 5.   | Mobilieri Bovisio | 34 | 30 | 12 | 10 | 8  | 43 | 40 | +3  |
|  | 6.   | Tiranese          | 32 | 30 | 10 | 12 | 8  | 52 | 39 | +13 |
|  | 6.   | Cedil Lurago      | 32 | 30 | 11 | 10 | 9  | 42 | 48 | -6  |
|  | 8.   | Morbegnese        | 31 | 30 | 12 | 7  | 11 | 47 | 55 | -8  |
|  | 9.   | Pro Lissone       | 28 | 30 | 10 | 8  | 12 | 46 | 53 | -7  |
|  | 9.   | Luciano Manara    | 28 | 30 | 9  | 10 | 11 | 42 | 50 | -8  |
|  | 11.  | Casatese          | 26 | 30 | 10 | 6  | 14 | 50 | 50 | 0   |
|  | 12.  | Seveso            | 25 | 30 | 11 | 3  | 16 | 44 | 62 | -18 |
|  | 12.  | Chiavennese       | 25 | 30 | 9  | 7  | 14 | 49 | 65 | -16 |
|  | 14.  | Rilsan Snia       | 22 | 30 | 7  | 8  | 15 | 46 | 63 | -17 |
|  | 15.  | Erbese            | 17 | 30 | 5  | 7  | 18 | 34 | 69 | -35 |
|  | 16.  | ASCO Cabiate      | 15 | 30 | 6  | 3  | 21 | 30 | 82 | -52 |

Legenda:
      Ammesso alle finali nazionali.
      Retrocesso in Seconda Categoria.
Regolamento:
Due punti a vittoria, uno a pareggio, zero a sconfitta.

## Girone C

### Squadre partecipanti
| Squadra                | Città (provincia)          | Stagione precedente |
| ---------------------- | -------------------------- | ------------------- |
| F.B.C. Alzano          | Alzano Lombardo (BG)       |                     |
| U.S. Caravaggio C.S.I. | Caravaggio (BG)            |                     |
| A.S. Cernusco          | Cernusco sul Naviglio (MI) |                     |
| A.S.C. Cinisello       | Cinisello Balsamo (MI)     |                     |
| U.S. Concorezzese      | Concorezzo (MI)            |                     |
| S.S. Dalmine           | Dalmine (BG)               |                     |
| A.S. Erminio Giana     | Gorgonzola (MI)            |                     |
| S.S. Fulgor Canonica   | Canonica d'Adda (BG)       |                     |
| U.S. Melzo             | Melzo (MI)                 |                     |
| U.S. Nembrese David    | Nembro (BG)                |                     |
| A.S. Padernese         | Paderno d'Adda (CO)        |                     |
| U.S. Ponte San Pietro  | Ponte San Pietro (BG)      |                     |
| S.S. Tritium           | Trezzo sull'Adda (MI)      |                     |
| A.C. Verdello          | Verdello (BG)              |                     |
| A.C. Villasanta        | Villasanta (MI)            |                     |
| U.S. Vimercatese       | Vimercate (MI)             |                     |

### Classifica finale
|  | Pos. | Squadra              | Pt | G  | V  | N  | P  | GF | GS | DR  |
|  | ---- | -------------------- | -- | -- | -- | -- | -- | -- | -- | --- |
|  | 1.   | Alzano               | 45 | 30 | 19 | 7  | 4  | 57 | 29 | +28 |
|  | 2.   | Caravaggio           | 45 | 30 | 19 | 7  | 4  | 68 | 22 | +46 |
|  | 3.   | Vimercatese          | 41 | 30 | 16 | 9  | 5  | 49 | 24 | +25 |
|  | 4.   | Melzo                | 39 | 30 | 15 | 9  | 6  | 57 | 31 | +26 |
|  | 5.   | Concorezzese         | 38 | 30 | 15 | 8  | 7  | 54 | 41 | +13 |
|  | 6.   | Cinisello            | 34 | 30 | 11 | 12 | 7  | 40 | 22 | +18 |
|  | 7.   | Erminio Giana        | 32 | 30 | 12 | 8  | 10 | 42 | 37 | +5  |
|  | 8.   | Ponte San Pietro     | 30 | 30 | 11 | 8  | 11 | 41 | 42 | -1  |
|  | 8.   | Cernusco             | 30 | 30 | 11 | 8  | 11 | 52 | 64 | -12 |
|  | 10.  | Nembrese David       | 27 | 30 | 10 | 7  | 13 | 55 | 54 | +1  |
|  | 10.  | Padernese (-1)       | 27 | 30 | 11 | 6  | 13 | 60 | 69 | -9  |
|  | 12.  | Tritium              | 26 | 30 | 11 | 4  | 15 | 43 | 53 | -10 |
|  | 13.  | Villasanta (-1)      | 22 | 30 | 7  | 9  | 14 | 31 | 47 | -16 |
|  | 14.  | Fulgor Canonica (-1) | 17 | 30 | 6  | 6  | 18 | 30 | 59 | -29 |
|  | 15.  | Verdello             | 14 | 30 | 5  | 4  | 21 | 34 | 70 | -36 |
|  | 16.  | Dalmine              | 10 | 30 | 1  | 8  | 21 | 33 | 82 | -49 |

Legenda:
      Ammesso alle finali nazionali.
      Retrocesso in Seconda Categoria.
Regolamento:
Due punti a vittoria, uno a pareggio, zero a sconfitta.
Note:
Padernese, Villasanta e Fulgor Canonica hanno scontato 1 punto di penalizzazione in classifica per una rinuncia.

### Spareggio per il primo posto in classifica e accesso alle finali
|        | Risultato |            | Luogo e data       |
| ------ | --------- | ---------- | ------------------ |
| Alzano | 1 - 0     | Caravaggio | ??, 14 maggio 1961 |
|        |           |            |                    |

## Girone D

### Squadre partecipanti
| Squadra                | Città (provincia)        | Stagione precedente |
| ---------------------- | ------------------------ | ------------------- |
| S.C. Antoniana         | Busto Arsizio (VA)       |                     |
| U.S. Arnatese          | Arnate di Gallarate (VA) |                     |
| G.S. Astro             | Olgiate Comasco (CO)     |                     |
| A.C. Besozzo           | Besozzo (VA)             |                     |
| U.S. Caronnese         | Caronno Pertusella (VA)  |                     |
| G.C. Cassanesi         | Cassano Magnago (VA)     |                     |
| S.S. Gerenzanese       | Gerenzano (VA)           |                     |
| F.C. La Gazzadese      | Gazzada Schianno (VA)    |                     |
| F.B.C. Laveno Mombello | Laveno Mombello (VA)     |                     |
| U.S. Lonatese          | Lonate Pozzolo (VA)      |                     |
| F.B.C. Luino           | Luino (VA)               |                     |
| U.S. Malnatese         | Malnate (VA)             |                     |
| A.C. Parabiago         | Parabiago (MI)           |                     |
| G.S. Salus et Virtus   | Turate (CO)              |                     |
| S.S. Sommese           | Somma Lombardo (VA)      |                     |
| A.S. Vergiatese        | Vergiate (VA)            |                     |

### Classifica finale
|  | Pos. | Squadra         | Pt | G  | V  | N  | P  | GF | GS | DR  |
|  | ---- | --------------- | -- | -- | -- | -- | -- | -- | -- | --- |
|  | 1.   | Luino           | 49 | 30 | 22 | 5  | 3  | 52 | 18 | +34 |
|  | 2.   | Antoniana       | 42 | 30 | 16 | 10 | 4  | 46 | 28 | +18 |
|  | 2.   | Caronnese       | 42 | 30 | 15 | 12 | 3  | 54 | 34 | +20 |
|  | 4.   | Sommese         | 40 | 30 | 14 | 12 | 4  | 47 | 38 | +9  |
|  | 5.   | Cassanesi       | 37 | 30 | 12 | 13 | 5  | 53 | 36 | +17 |
|  | 6.   | Laveno Mombello | 36 | 30 | 11 | 14 | 5  | 44 | 35 | +9  |
|  | 7.   | Parabiago       | 35 | 30 | 11 | 13 | 6  | 37 | 33 | +4  |
|  | 8.   | Salus et Virtus | 33 | 30 | 11 | 11 | 8  | 26 | 27 | -1  |
|  | 9.   | Malnatese       | 28 | 30 | 7  | 14 | 9  | 28 | 27 | +1  |
|  | 10.  | Arnate          | 26 | 30 | 9  | 8  | 13 | 28 | 37 | -9  |
|  | 11.  | Astro           | 24 | 30 | 4  | 16 | 10 | 23 | 37 | -14 |
|  | 11.  | Lonatese        | 24 | 30 | 8  | 8  | 14 | 23 | 33 | -10 |
|  | 13.  | Gerenzanese     | 21 | 30 | 7  | 7  | 16 | 45 | 54 | -9  |
|  | 14.  | Vergiatese      | 21 | 30 | 5  | 11 | 14 | 19 | 32 | -13 |
|  | 15.  | La Gazzadese    | 14 | 30 | 3  | 8  | 19 | 29 | 54 | -25 |
|  | 16.  | Besozzo         | 8  | 30 | 0  | 8  | 22 | 27 | 66 | -39 |

Legenda:
      Ammesso alle finali nazionali.
      Retrocesso in Seconda Categoria.
Regolamento:
Due punti a vittoria, uno a pareggio, zero a sconfitta.

### Spareggio salvezza
|             | Risultato |            | Luogo e data       |
| ----------- | --------- | ---------- | ------------------ |
| Gerenzanese | ? - ?     | Vergiatese | ??, 28 maggio 1961 |
|             |           |            |                    |

## Girone E

### Squadre partecipanti
| Squadra                    | Città (provincia)        | Stagione precedente |
| -------------------------- | ------------------------ | ------------------- |
| F.B.C. Casteggio           | Casteggio (PV)           |                     |
| U.S. Castellana            | Castel San Giovanni (PC) |                     |
| A.C. Codogno               | Codogno (MI)             |                     |
| U.S. Fiorenzuola           | Fiorenzuola d'Arda (PC)  |                     |
| S.S. Garlasco              | Garlasco (PV)            |                     |
| Pol. Livraga               | Livraga (MI)             |                     |
| U.S. Monticellese          | Monticelli d'Ongina (PC) |                     |
| A.C. Pavia                 | Pavia                    |                     |
| U.S. Pontenurese           | Pontenure (PC)           |                     |
| U.S. Pontolliese           | Ponte dell'Olio (PC)     |                     |
| A.C. Pro Casale            | Casalpusterlengo (MI)    |                     |
| A.C. Pro Piacenza          | Piacenza                 |                     |
| U.S. Soresinese            | Soresina (CR)            |                     |
| S.G. Stradellina Primavera | Stradella (PV)           |                     |
| G.S. Supercortemaggiore    | Cortemaggiore (PC)       |                     |
| A.R.C. Voghera             | Voghera (PV)             |                     |

### Classifica finale
|  | Pos. | Squadra               | Pt | G  | V  | N  | P  | GF | GS | DR  |
|  | ---- | --------------------- | -- | -- | -- | -- | -- | -- | -- | --- |
|  | 1.   | Pavia                 | 46 | 30 | 19 | 8  | 3  | 56 | 21 | +35 |
|  | 2.   | ARC Voghera           | 43 | 30 | 18 | 7  | 5  | 83 | 32 | +51 |
|  | 3.   | Codogno               | 41 | 30 | 14 | 13 | 3  | 55 | 22 | +33 |
|  | 4.   | Castellana            | 37 | 30 | 15 | 7  | 8  | 63 | 36 | +27 |
|  | 5.   | Stradellina Primavera | 36 | 30 | 16 | 4  | 10 | 45 | 29 | +16 |
|  | 6.   | Fiorenzuola           | 35 | 30 | 11 | 13 | 6  | 44 | 34 | +10 |
|  | 7.   | Soresinese            | 33 | 30 | 14 | 5  | 11 | 50 | 38 | +12 |
|  | 8.   | Pontolliese           | 31 | 30 | 12 | 7  | 11 | 39 | 39 | 0   |
|  | 8.   | Garlasco              | 31 | 30 | 11 | 9  | 10 | 49 | 52 | -3  |
|  | 8.   | Supercortemaggiore    | 31 | 30 | 10 | 11 | 9  | 40 | 45 | -5  |
|  | 11.  | Monticellese          | 28 | 30 | 10 | 8  | 12 | 38 | 45 | -7  |
|  | 12.  | Pontenurese           | 27 | 30 | 9  | 9  | 12 | 39 | 56 | -17 |
|  | 13.  | Livraga               | 25 | 30 | 11 | 3  | 16 | 46 | 69 | -23 |
|  | 14.  | Casteggio             | 19 | 30 | 7  | 5  | 18 | 36 | 66 | -30 |
|  | 15.  | Pro Piacenza          | 13 | 30 | 2  | 9  | 19 | 28 | 59 | -31 |
|  | 16.  | Pro Casale            | 4  | 30 | 2  | 0  | 28 | 25 | 93 | -68 |

Legenda:
      Ammesso alle finali nazionali.
      Retrocesso in Seconda Categoria.
  Retrocesso e in seguito riammesso.
Regolamento:
Due punti a vittoria, uno a pareggio, zero a sconfitta.

## Girone F

### Squadre partecipanti
| Squadra                      | Città (provincia)         | Stagione precedente |
| ---------------------------- | ------------------------- | ------------------- |
| C.R.A.L. A.T.M.              | Milano                    |                     |
| U.S. Arlunese                | Arluno (MI)               |                     |
| G.S. Banco Ambrosiano        | Milano                    |                     |
| U.S. Bollatese               | Bollate (MI)              |                     |
| Pol. Motori Condor Concordia | Robecco sul Naviglio (MI) |                     |
| F.B.C. Corbetta              | Corbetta (MI)             |                     |
| U.S. Corsico                 | Corsico (MI)              |                     |
| D.A. Innocenti               | Milano                    |                     |
| S.S. La Benvenuta            | Bollate (MI)              |                     |
| A.S. Pejo Lorenteggio        | Milano                    |                     |
| U.S. Pro Cinisello           | Cinisello Balsamo (MI)    |                     |
| C.S. Rizzoli                 | Milano                    |                     |
| Rhodense Calcistica          | Rho (MI)                  |                     |
| A.C. Shell Condor            | Pantanedo di Rho (MI)     |                     |
| A.S. Speranza Siltal         | Abbiategrasso (MI)        |                     |
| S.S. Vela                    | Mesero (MI)               |                     |

### Classifica finale
|  | Pos. | Squadra                 | Pt | G  | V  | N | P  | GF | GS | DR  |
|  | ---- | ----------------------- | -- | -- | -- | - | -- | -- | -- | --- |
|  | 1.   | Rizzoli                 | 44 | 30 | 18 | 8 | 4  | 61 | 18 | +43 |
|  | 2.   | Pro Cinisello           | 44 | 30 | 18 | 8 | 4  | 55 | 34 | +21 |
|  | 3.   | Banco Ambrosiano        | 43 | 30 | 17 | 9 | 4  | 60 | 27 | +33 |
|  | 4.   | Innocenti               | 40 | 30 | 16 | 8 | 6  | 58 | 35 | +23 |
|  | 5.   | La Benvenuta            | 37 | 30 | 15 | 7 | 8  | 52 | 42 | +10 |
|  | 6.   | Speranza Siltal         | 33 | 30 | 12 | 9 | 9  | 50 | 36 | +14 |
|  | 7.   | Shell Condor            | 29 | 30 | 12 | 5 | 13 | 52 | 50 | +2  |
|  | 8.   | Rhodense                | 27 | 30 | 9  | 9 | 12 | 37 | 40 | -3  |
|  | 9.   | Motori Condor Concordia | 25 | 30 | 8  | 9 | 13 | 38 | 40 | -2  |
|  | 9.   | Corbetta                | 25 | 30 | 8  | 9 | 13 | 31 | 40 | -9  |
|  | 11.  | A.T.M.                  | 24 | 30 | 8  | 8 | 14 | 34 | 50 | -16 |
|  | 12.  | Bollatese               | 24 | 30 | 10 | 4 | 16 | 41 | 56 | -15 |
|  | 13.  | Pejo Lorenteggio        | 23 | 30 | 8  | 7 | 15 | 33 | 52 | -19 |
|  | 14.  | Vela                    | 23 | 30 | 9  | 5 | 16 | 40 | 53 | -13 |
|  | 15.  | Corsico                 | 22 | 30 | 9  | 4 | 17 | 30 | 48 | -18 |
|  | 16.  | Arlunese                | 17 | 30 | 5  | 7 | 18 | 41 | 92 | -51 |

Legenda:
      Ammesso alle finali nazionali.
      Retrocesso in Seconda Categoria.
Regolamento:
Due punti a vittoria, uno a pareggio, zero a sconfitta.

### Spareggio salvezza
|                  | Risultato |      | Luogo e data       |
| ---------------- | --------- | ---- | ------------------ |
| Pejo Lorenteggio | ? - ?     | Vela | ??, 28 maggio 1961 |
|                  |           |      |                    |

## Finali per il titolo e la promozione

### Quarti
|                                   | Risultato |                    | Luogo e data                        |  |
| --------------------------------- | --------- | ------------------ | ----------------------------------- |  |
| Aurora Travagliato                | 1-0       | Vis Nova           | Travagliato, 21 maggio 1961         |  |
| Pavia                             | 4-1       | Alzano             | Pavia, 21 maggio 1961               |  |
| Luino                             | 1-0 (?)   | Rizzoli            | Luino, 21 maggio 1961               |  |
|                                   |           |                    |                                     |  |
| Vis Nova                          | 0-0       | Aurora Travagliato | Giussano, 28 maggio 1961            |  |
| Alzano                            | 1-2       | Pavia              | Alzano, 28 maggio 1984              |  |
| Rizzoli                           | 1-1 (?)   | Luino              | Castel San Giovanni, 28 maggio 1961 |  |
| La Rizzoli passa al sorteggio (?) |           |                    |                                     |  |

### Semifinali
|                    | Risultato |                    | Luogo e data                |  |
| ------------------ | --------- | ------------------ | --------------------------- |  |
| Aurora Travagliato | 1-2       | Rizzoli            | Travagliato, 1º giugno 1961 |  |
| Luino              | 1-1       | Pavia              | Luino, 1º giugno 1961       |  |
|                    |           |                    |                             |  |
| Rizzoli            | 1-0       | Aurora Travagliato | Milano, 4 giugno 1961       |  |
| Pavia              | 2-1       | Luino              | Pavia, 4 giugno 1961        |  |
|                    |           |                    |                             |  |

### Finale
|         | Risultato |         | Luogo e data           |  |
| ------- | --------- | ------- | ---------------------- |  |
| Rizzoli | 2-0       | Pavia   | Milano, 11 giugno 1961 |  |
| Pavia   | 0-0       | Rizzoli | Pavia, 18 giugno 1961  |  |
|         |           |         |                        |  |

### Giornali
- Archivio della Gazzetta dello Sport, stagione 1960-1961, consultabile presso le Biblioteche:
  - Biblioteca Civica di Torino;
  - Biblioteca Nazionale Braidense di Milano;
  - Biblioteca Nazionale Centrale di Firenze;
  - Biblioteca Nazionale Centrale di Roma;
  - Biblioteca Civica Berio di Genova;
  - e presso Emeroteca del C.O.N.I. di Roma (non è online ma è da consultare in sede).
- Libertà, di Piacenza, anni 1960 e 1961, consultabile online.
- Il Giornale del Popolo, di Bergamo, anni 1960 e 1961, consultabile online.

### Libri
- Francesco Ottone, Tutti gli uomini del pallone - F.C. Laveno Mombello 50° di fondazione (1947-1997).
- Pietro Serina, La Sebinia - Un secolo della nostra storia, Castenedolo, Stampato da Stilgraf, settembre 2000,  p. 108.
- Pietro Serina, Bergamo in Campo - 1905-1994: il nostro calcio, i suoi numeri, Zanica (BG), L'Impronta, 1995.